# Maria-preta-do-sul
Caça-moscas-patagónico ou maria-preta-do-sul (Knipolegus hudsoni) é uma espécie de ave da família Tyrannidae.
Pode ser encontrada nos seguintes países: Argentina, Bolívia, Brasil, Paraguai e Peru.
Os seus habitats naturais são: matagal árido tropical ou subtropical.